# Сан-Жералду (Минас-Жерайс)
Сан-Жералду (порт. São Geraldo) — муниципалитет в Бразилии, входит в штат Минас-Жерайс. Составная часть мезорегиона Зона-да-Мата. Входит в экономико-статистический  микрорегион Уба. Население составляет 7610 человек на 2006 год. Занимает площадь 187,387 км². Плотность населения — 40,6 чел./км².

## История
Город основан 7 марта 1949 года.

## Статистика
- Валовой внутренний продукт на 2003 год составляет 30 341 472,00 реалов (данные: Бразильский институт географии и статистики).
- Валовой внутренний продукт на душу населения на 2003 год составляет 3962,06 реалов (данные: Бразильский институт географии и статистики).
- Индекс развития человеческого потенциала на 2000 год составляет 0,732 (данные: Программа развития ООН).